# Загорсько
Заго́рсько (болг. Загорско) — село в Кирджалійській області Болгарії. Входить до складу общини Момчилград.

## Населення
За даними перепису населення 2011 року у селі проживали 149 осіб.
Національний склад населення села:
| Національність   | Кількість осіб | Відсоток |
| ---------------- | -------------- | -------- |
| турки            | 126            | 84,6%    |
| болгари          | 7              | 4,7%     |
| цигани           | 0              | 0%       |
| інша             | 0              | 0%       |
| не визначились   | 16             | 10,7%    |
| Всього відповіли | 149            |          |

Розподіл населення за віком у 2011 році:
Динаміка населення: